# Lijst van roofvogels in Costa Rica
Het Midden-Amerikaanse land Costa Rica kent een enorme biodiversiteit. Costa Rica wordt bewoond door 75 soorten roofvogels, waarvan 58 soorten dagroofvogels en 17 soorten uilen.

## OrdeFalconiformes: Dagroofvogels

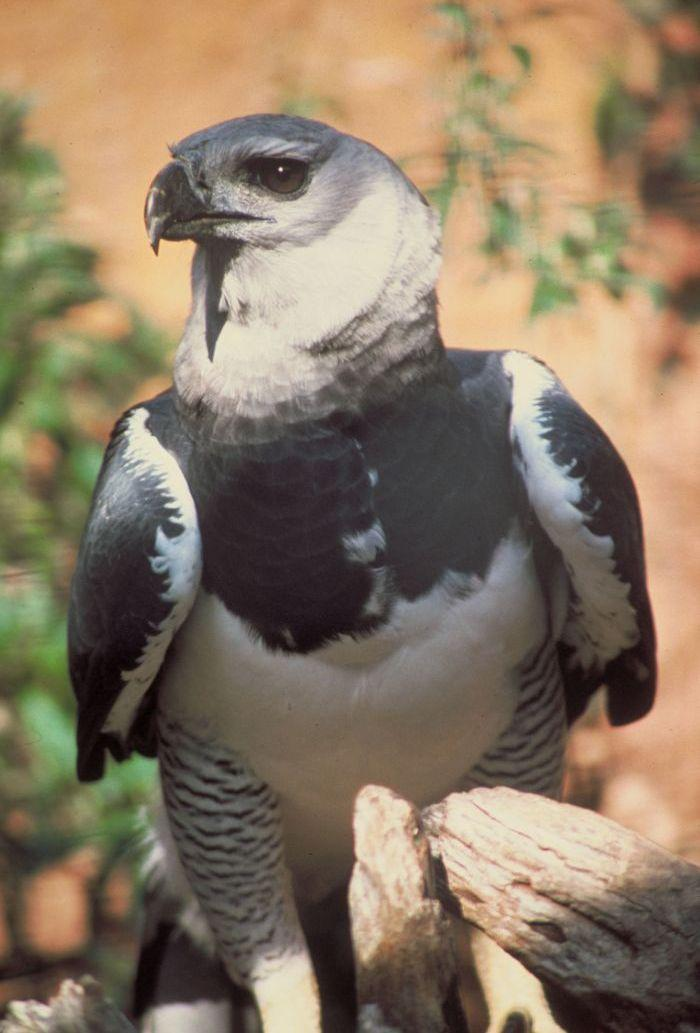
Harpij-arend - Harpia harpyja

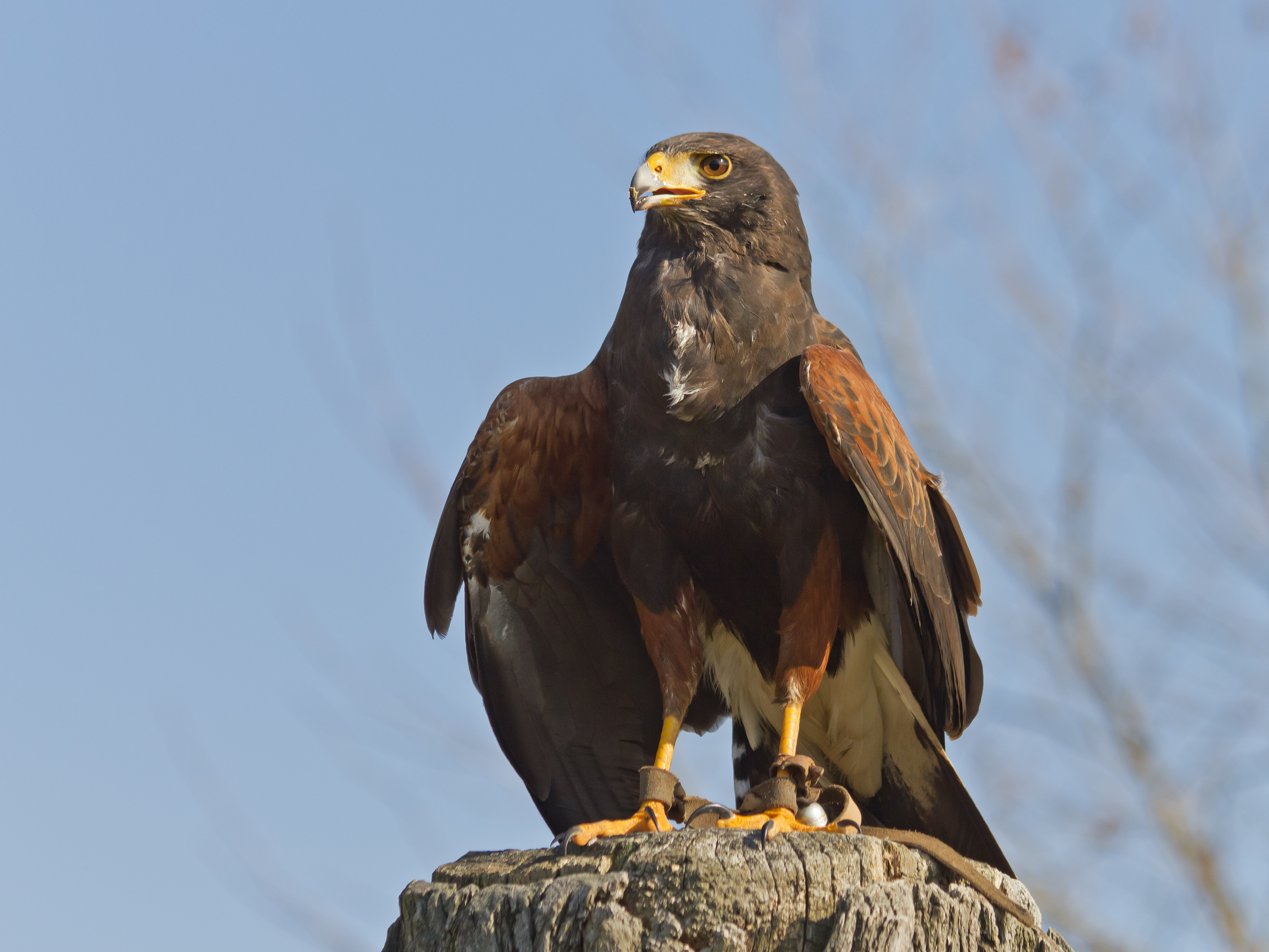
Woestijnbuizerd - Parabuteo unicinctus

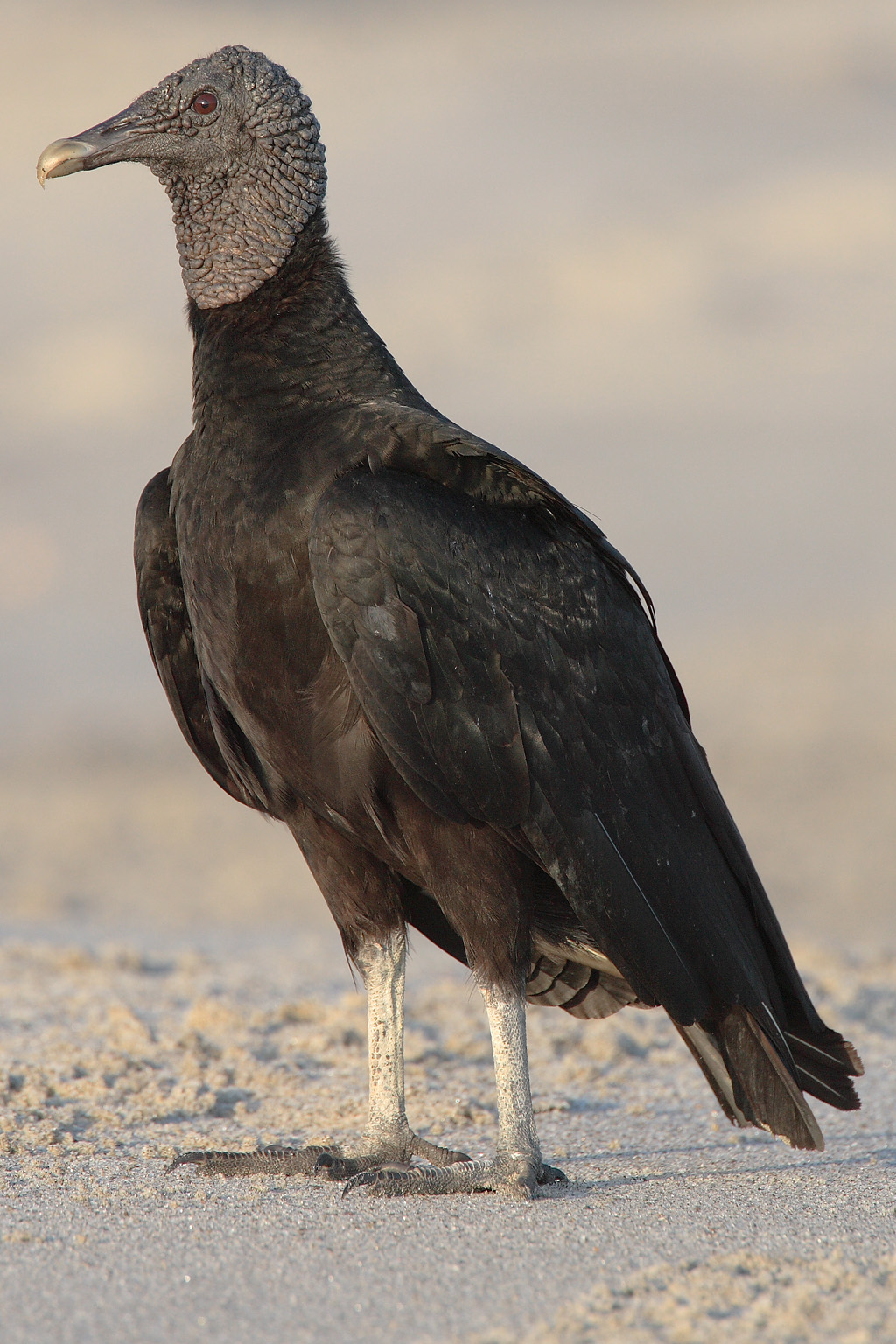
Zwarte Gier - Coragyps atratus

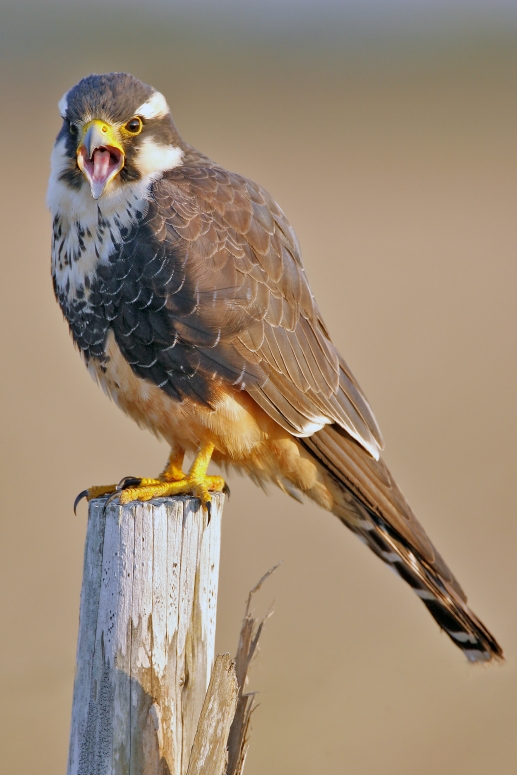
Aplomado-valk - Falco femoralis

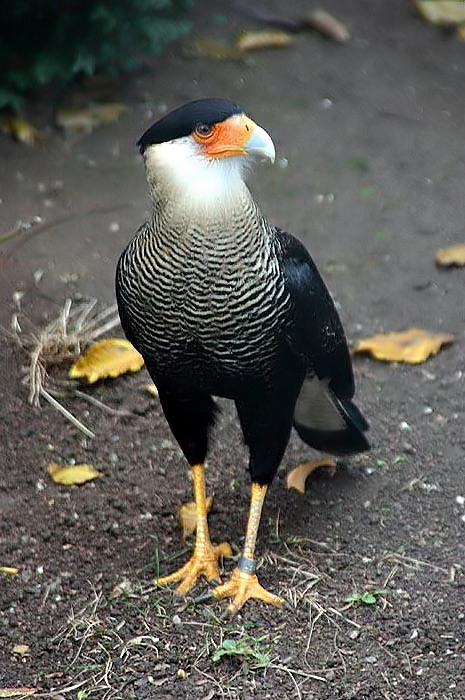
Kuifcaracara - Polyborus plancus

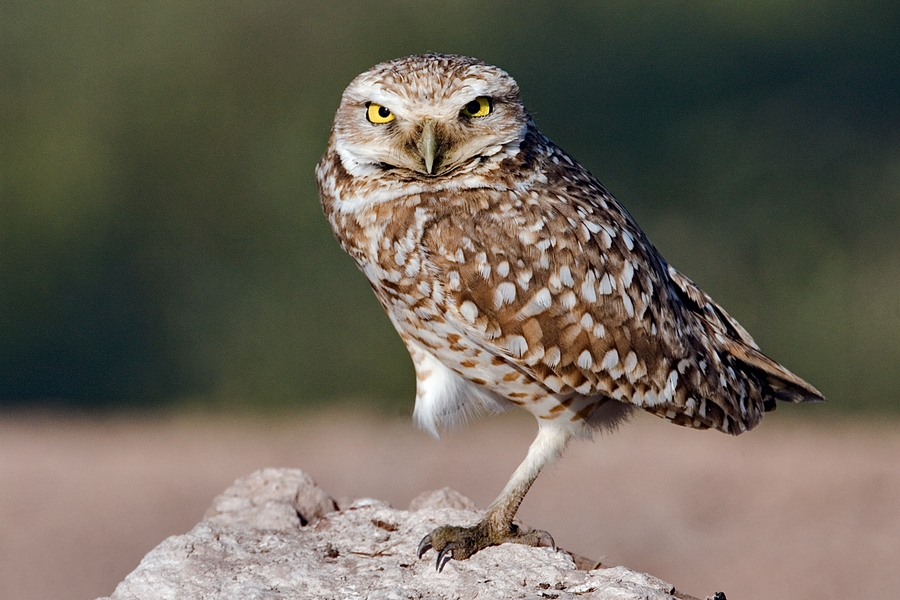
Konijnenuil - Athene cunicularia

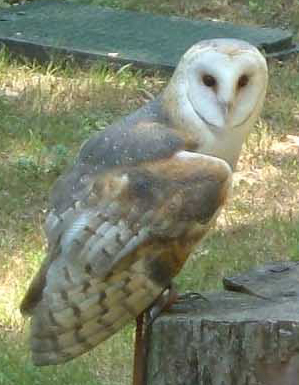
Kerkuil - Tyto alba

### FamilieAccipitridae: Havikachtigen

#### Onderfamilie Accipitrinae: Haviken en Sperwers
- Roodbroeksperwer - Accipiter bicolor
- Coopers sperwer - Accipiter cooperii
- Amerikaanse sperwer - Accipiter striatus
- Dwergsperwer - Accipiter superciliosus

#### Onderfamilie Buteoninae: Buizerds en Kuifarenden
- Moerasbuizerd - Busarellus nigricollis
- Witstaartbuizerd - Buteo albicaudatus
- Bandstaartbuizerd - Buteo albonotatus
- Kortstaartbuizerd - Buteo brachyurus
- Roodstaartbuizerd - Buteo jamaicensis
- Wegbuizerd - Buteo magnirostris
- Grijze buizerd - Buteo nitidus
- Breedvleugelbuizerd - Buteo platypterus
- Prairie-buizerd - Buteo swainsoni
- Zwarte buizerd - Buteogallus anthracinus
- Zwarte arendbuizerd - Buteogallus urubitinga
- Harpij-arend - Harpia harpyja
- Gekuifde kransarend - Harpyhaliaetus coronatus
- Amerikaanse zwarte arend - Harpyhaliaetus solitarius
- Savannebuizerd - Heterospizias meridionalis
- Grote bonte buizerd - Leucopternis albicollis
- Sclaters buizerd - Leucopternis princeps
- Kleine bonte buizerd - Leucopternis semiplumbea
- Wurgarend - Morphnus guianensis
- Woestijnbuizerd - Parabuteo unicinctus
- Zwart-witte kuifarend - Spizastur melanoleucus
- Bonte kuifarend - Spizaetus ornatus
- Zwarte kuifarend - Spizaetus tyrannus

#### Onderfamilie Circinae: Kiekendieven
- Noordelijke kiekendief - Circus cyaneus
- Langpootkiekendief - Geranospiza caerulescens

#### Onderfamilie Elaninae: Bastaardwouwen
- Zwartschouderwouw - Elanus caeruleus
- Amerikaanse grijze wouw - Elanus leucurus
- Parelwouw - Gampsonyx swainsonii

#### Onderfamilie Milvinae: Echte wouwen
- Tandwouw - Harpagus bidentatus
- Mississippiwouw - Ictinea mississippiensis
- Donkergrijze wouw - Ictinea plumbea
- Slakkenwouw - Rostrhamus sociabilis

#### Onderfamilie Pandionidae: Visarenden
- Visarend - Pandion haliaetus

#### Onderfamilie Perninae: Wespendieven
- Langsnavelwouw - Chondrohierax uncinatus
- Amerikaanse zwaluwstaartwouw - Elanoides forficatus
- Grijskopwouw - Leptodon cayanensis

### FamilieCathartidae: Gieren van de Nieuwe Wereld
- Kalkoengier - Cathartes aura
- Kleine geelkopgier - Cathartes burrovianus
- Zwarte gier - Coragyps atratus
- Koningsgier - Sarcoramphus papa

### FamilieFalconidae: Valkachtigen

#### Onderfamilie Falconinae: Echte valken
- Smelleken - Falco columbarius
- Bonte slechtvalk - Falco deiroleucus
- Aplomado-valk - Falco femoralis
- Slechtvalk - Falco peregrinus
- Vleermuisvalk - Falco rufigularis
- Amerikaanse torenvalk - Falco sparverius

#### Onderfamilie Herpetotherinae: Bosvalken en Lachvalken
- Lachvalk - Herpetotheres cachinnans
- Mirandolles bosvalk - Micrastur mirandollei
- Gestreepte bosvalk - Micrastur ruficollis
- Grote bosvalk - Micrastur semitorquatus

#### Onderfamilie Polyborinae: Caracara's
- Roodkeelcaracara - Daptrius americanus
- Geelkopcaracara - Milvago chimachima
- Kuifcaracara - Polyborus plancus

## OrdeStrigiformes: Uilen

### FamilieStrigidae: Echte Uilen
- Ridgways zaaguil - Aegolius ridgwayi
- Gestreepte uil - Asio clamator
- Velduil - Asio flammeus
- Konijnenuil - Athene cunicularia
- Amerikaanse oehoe - Bubo virginianus
- Zwart-witte bosuil - Ciccaba nigrolineata
- Bonte bosuil - Ciccaba virgata
- Costaricaanse dwerguil'- Glaucidium costaricanum
- Grijskopdwerguil - Glaucidium griseiceps
- Ridgways dwerguil - Glaucidium (brasilianum) ridgwayi
- Kuifuil - Lophostrix cristata
- Cholibaschreeuwuil - Otus choliba
- Kaalpootschreeuwuil - Otus clarkii
- Mangrove-schreeuwuil - Otus cooperi
- Roodwangschreeuwuil - Otus guatemalae
- Briluil - Pulsatrix perspicillata

### FamilieTytonidae: Kerkuilen
- Kerkuil - Tyto alba